# Stillhalteabkommen

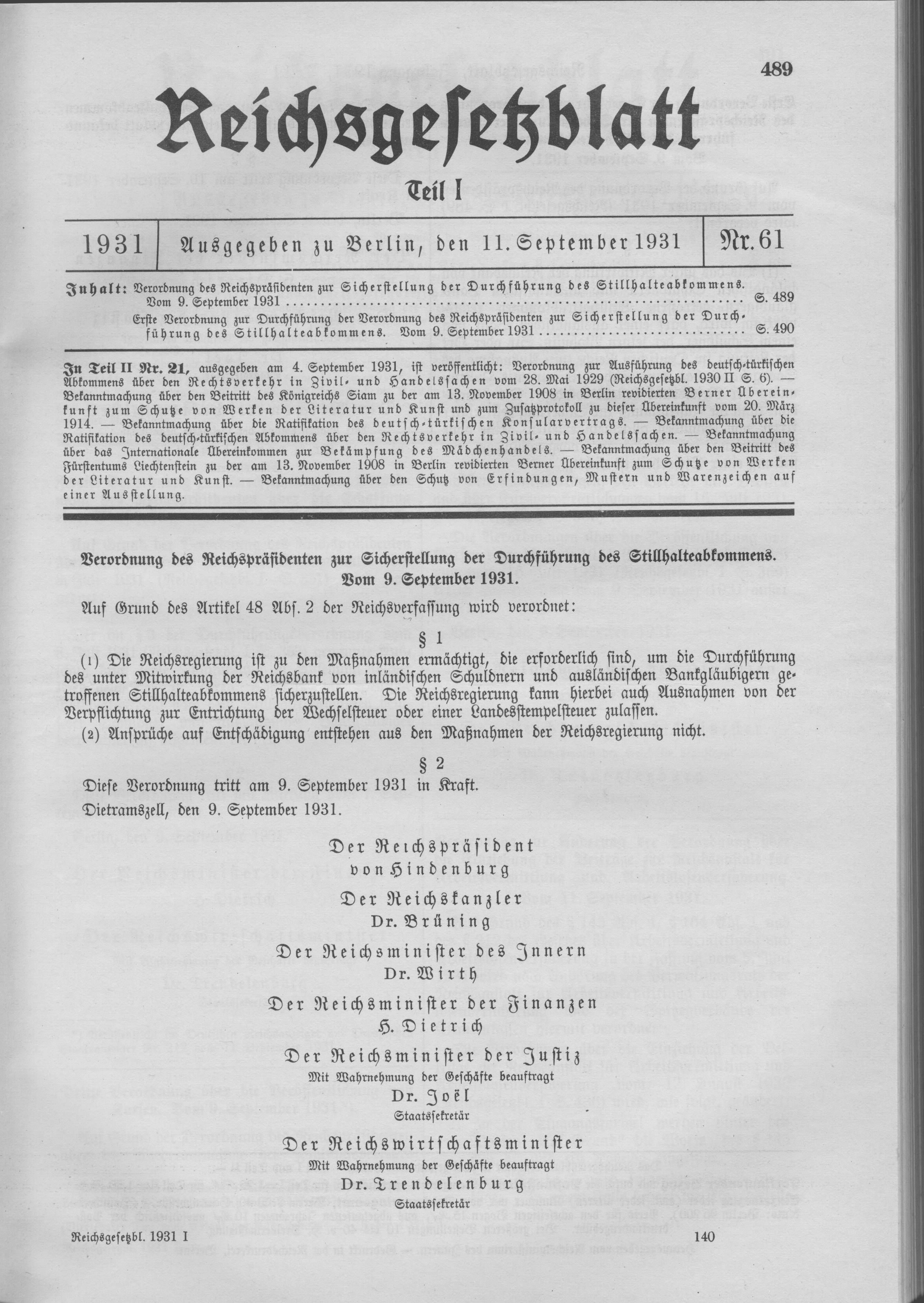
Verordnung des Reichspräsidenten zur Sicherstellung der Durchführung des Stillhalteabkommens. Vom 9. September 1931

Stillhalteabkommen (standstill agreement) bedeutet im Bankwesen eine Vereinbarung zwischen Gläubigern und Schuldner, wonach Gläubiger sich einverstanden erklären vorübergehend auf Schuldentilgung zu verzichten. Die nachfolgenden Ausführungen gelten nur für diese Auslegung des Begriffs.
In anderen Rechtsbereichen, etwa dem gewerblichen Rechtsschutz, bedeutet ein Stillhalteabkommen (auch Stillhaltevereinbarung) eine Übereinkunft zwischen Parteien, die entgegengesetzte Interessen vertreten, für einen bestimmten Zeitraum auf Auseinandersetzungen zu verzichten.
Wird von dem Stillhalteabkommen gesprochen, ist zumeist das Deutsche Stillhalteabkommen, getroffen im August 1931 in Basel, gemeint.

## Basler Stillhalteabkommen
Im Rahmen der Weltwirtschaftskrise kam es zur deutschen Bankenkrise. In der Folge kam es zu massiven Devisenabflüssen und zu der Unmöglichkeit der deutschen Banken, Kredit im Ausland zu erhalten. In einem System frei handelbarer Währungen hätte dies zu einer Abwertung der Reichsmark geführt. Durch die Golddeckung aller wichtigen Währungen war dieser Weg jedoch versperrt. Die Reichsbank griff daher zum Instrument der Devisenverkehrsbeschränkungen, um den Abfluss der ausländischen Gelder zu verhindern.
Aus Sicht der Gläubiger bestand damit ein Dilemma: Ihre Forderungen waren damit de facto eingefroren. Und eine Freigabe war unmöglich, solange die Kapitalflucht anhielt, also die Gläubiger versuchten, ihr Geld abzuziehen. Die einzige Möglichkeit, zumindest einen Teil der Forderungen in Devisen zu erhalten, war, daran mitzuwirken, dass die Liquidität der Reichsbank in Devisen wiederhergestellt wurde.
Vom 20. bis 23. Juli 1931 tagte eine Konferenz der ausländischen Gläubiger in London, in der die Möglichkeit einer neuen Anleihe an Deutschland, mit der das Reich in die Lage versetzt würde, den Devisenverbindlichkeiten nachzukommen, diskutiert wurde. Zu einer solchen Anleihe konnte man sich nicht durchringen. Vereinbart wurde jedoch ein Stillhalteabkommen. Als erster Schritt wurde ein kurzfristiger Kredit über 100 Millionen Dollar, der am 25. Juni 1931 gewährt worden war, prolongiert. Die Notenbanken und privaten Gläubigerbanken im Ausland erhielten Empfehlungsschreiben, in denen zum Stillhalten aufgefordert wurde.
Die britischen und amerikanischen Gläubigerbanken bildeten nun eine Kommission, die den Engländer Frank C. Tiarks und den Amerikaner John D. Gannon zu Verhandlungen nach Berlin schickte. Auf der deutschen Seite hatten derweil Carl Fürstenberg und Otto Jeidels (Berliner Handels-Gesellschaft), Rudolf Loeb (Bankhaus Mendelssohn), Gustav Schlieper (Deutsche Bank und Disconto-Gesellschaft) und Ernst Spiegelberg (Bankhaus Warburg) und Reichsbankpräsident Hans Luther einen eigenen Entwurf eines Stillhalteabkommens vorbereitet.
Zum 14. August 1931 wurden die Vertreter der Schuldner- und Gläubigerbanken zur Stillhaltekonferenz nach Basel eingeladen. Dort tagte bereits seit dem 8. August die Wiggins-Kommission, ein Sonderausschuss bei der Bank für Internationalen Zahlungsausgleich, die den unmittelbaren Kreditbedarf Deutschlands im Auftrag der Teilnehmer der Londoner Konferenz ermitteln sollte. Diese bestand aus dem Amerikaner Albert H. Wiggins, dem Briten Walter Layten und dem Deutschen Carl Melchior. Generalsekretär war Karl Blessing. Die Kommission erarbeitete ein Papier (Wiggin-Layton-Bericht) mit 10 Punkten, dessen siebter Punkt das Stillhalteabkommen war. Das Papier beschrieb, dass die deutschen Bank- und Industrieschuldner nicht in der Lage waren, die Auslandsschulden vollumfänglich zu gegebenem Zeitpunkt zu bedienen.
Gegenstand des Stillhalteabkommens war, dass Zahlungsverpflichtungen (aus Kreditverträgen) in Höhe von etwa 6 Mrd. Reichsmark ab 1. September 1931 für ein halbes Jahr gegenüber den ausländischen Banken ausgesetzt wurden. Die Vertragsparteien waren für Deutschland die Reichsbank, die Golddiskontbank, der Deutsche Ausschuss für den Bankenvertreter und Vertreter der Reichsverbandes der deutschen Industrie. Die deutschen Schuldner wurden durch Notverordnung des Reichskanzlers zum Beitritt verpflichtet. Auf ausländischer Seite standen die Vertreter der Bankenverbände der Vereinigten Staaten, Belgiens, Dänemarks, Englands, Frankreichs, Italiens, die Niederlande, Norwegens, Schwedens, der Schweiz und der Tschechoslowakei. Die dortigen Gläubiger waren jedoch nicht direkt gebunden. Die Bankenverbände sprachen lediglich Empfehlungen aus, die einzelnen Banken mussten individuell der Vereinbarung beitreten.
Eine Reihe von Fremdwährungsschulden waren vom Stillhalteabkommen ausgenommen. Hierzu zählten kurzfristige Schulden der öffentlichen Hand (diese betrugen 260 Millionen Reichsmark und wurden ab 1932 von gesonderten Stillhalteabkommen abgedeckt), langfristige Schulden, kaufmännische Kredite, Saison- und Erntekredite, täglich fälliges Börsengeld und Vorschüsse gegen Börsenpapiere und Hypotheken. Auch Kredite an ausländische Zweigniederlassungen oder Tochtergesellschaften deutscher Unternehmen waren nicht betroffen.

## Folgeabkommen
Im März 1932 wurde das Stillhalteabkommen, als Deutsches Kreditabkommen, um zwölf Monate verlängert.
Dieses Deutsche Kreditabkommen von 1932 schloss einige Schlupflöcher (so wurden nun auch ausländische Tochtergesellschaften einbezogen) und es wurden Tilgungen vereinbart, die die Kreditsumme von nun an Jahr für Jahr sinken ließ. Im Frühjahr 1939 waren sie auf einen Gegenwert von 700 Millionen Reichsmark gesunken. Hierzu hatten allerdings auch die Abwertungen des britischen Pfundes am 21. September 1931 und des US-Dollars am 31. Januar 1934 beigetragen.
Die deutschen Schuldner zahlten die fälligen Beträge nicht direkt an die Gläubiger, sondern auf ein Treuhänderkonto bei der Reichsbank. Die ausländischen Gläubiger konnten diese Beträge für Käufe in Deutschland nutzen, sich aber nicht in das Ausland zahlen lassen. Diese so genannte Registermark fand vor allem für Zahlung ausländischer Reisender in Deutschland Verwendung. Sie konnte auch auf Dritte übertragen werden. Hierbei mussten die Inhaber der Registermark ein Disagio hinnehmen, das im Laufe der Zeit wuchs. Es war aber immer niedriger als die Disagien für die anderen Sperrguthaben dieser Zeit, die sich aus der Devisenbewirtschaftung ergaben, wie z. B. der Askimark oder der Libkamark.
Bis zum Beginn des Zweiten Weltkriegs wurden neun Stillhalteabkommen getroffen. Mit dem Beginn des Krieges endete die Bereitschaft der deutschen Kriegsgegner zu der Fortsetzung der Abkommen. Am 3. September 1939 kündigten der amerikanische und der britische Bankenausschuss die Abkommen. Die deutsche Seite bemühte sich um Einzelabkommen mit den neutralen Staaten. Am 18. September 1939 wurde ein Stillhalteabkommen mit der Schweiz, am 3. Oktober 1939 eines mit Holland und Belgien getroffen. Am 9. Dezember 1939 folgte das Deutsch-Amerikanische Stillhalteabkommen von 1939, das 1940 verlängert wurde. Mit dem Kriegseintritt der Vereinigten Staaten am 11. Dezember 1941 blieb die Schweiz der einzige Staat mit einem Stillhalteabkommen. Im Mai 1944 erfolgten in Zürich die letzten Prolongationsvereinbarungen.

## Endgültige Regulierung
Im Londoner Schuldenabkommen wurden 1953 auch die Stillhaltekredite endgültig bereinigt. Als Teil dieses Abkommens wurde eine Regelung getroffen, die sich an denen des Stillhalteabkommens von 1939 orientierte. Bedingt durch den Wirtschaftsaufschwung des Wirtschaftswunders, löste sich das Problem des Devisenmangels der Bundesrepublik Deutschland bald und es bestand kein Bedarf mehr an weiteren Stillhalteabkommen. Ab September 1954 konnten Sperrguthaben über Zahlungsabkommen im Verrechnungswege ins Ausland transferiert werden. Als am 1. Dezember 1954 das Deutsche Kreditabkommen von 1954 ablief, waren die Stillhalteschulden, die 1953 507 Millionen DM betragen hatten, zum größten Teil zurückgezahlt. Offen waren noch 55 Millionen DM sogenannte ostbezogene Kredite, die aufgrund der deutschen Teilung unklar waren. Zur Regelung der offenen Schulden wurde ein Protokoll von 1954 erstellt, das als Anlage III des Londoner Schuldenabkommens geführt wurde. Dieses wurde 1960 letztmals verlängert und lief am 1. Juni 1961 aus. Ende 1962 lösten sich die ausländischen Bankenausschüsse und der Deutsche Ausschuß für Stillhalterschulden auf.

## Abgrenzung
Nicht zu verwechseln ist das Basler Stillhalteabkommen mit dem Hoover-Moratorium (während der Deutschen Bankenkrise) vom 6. Juli 1931 (Paris), wo interalliierte Kriegsschulden inkl. Reparationszahlungen bereits für ein Jahr ausgesetzt waren Ein Jahr später am 9. Juli 1932 auf der Konferenz von Lausanne wurden die Reparationszahlungen aus dem Ersten Weltkrieg endgültig gestrichen.